# Lophorrhachia omorrhodia
Lophorrhachia omorrhodia är en fjärilsart som beskrevs av Louis Beethoven Prout 1930. Lophorrhachia omorrhodia ingår i släktet Lophorrhachia och familjen mätare. Inga underarter finns listade i Catalogue of Life.